# 名古屋市交通局6050形電車
名古屋市交通局6050形電車（なごやしこうつうきょく6050がたでんしゃ）は、名古屋市交通局が名古屋市営地下鉄の桜通線用 に導入した通勤形電車である。

## 概要
桜通線への新型車両導入は初めてであり、野並 - 徳重間延伸開業分として5両編成4本（20両）が導入された。従来車よりコストダウンを図り、かつ省令改正の深度化を目指して設計された。当初は 6000形の再増備での6両編成での製造を計画していたが、建設費削減と需要予測の見直しにより、本形式の投入での5両組成となった。

### 車体

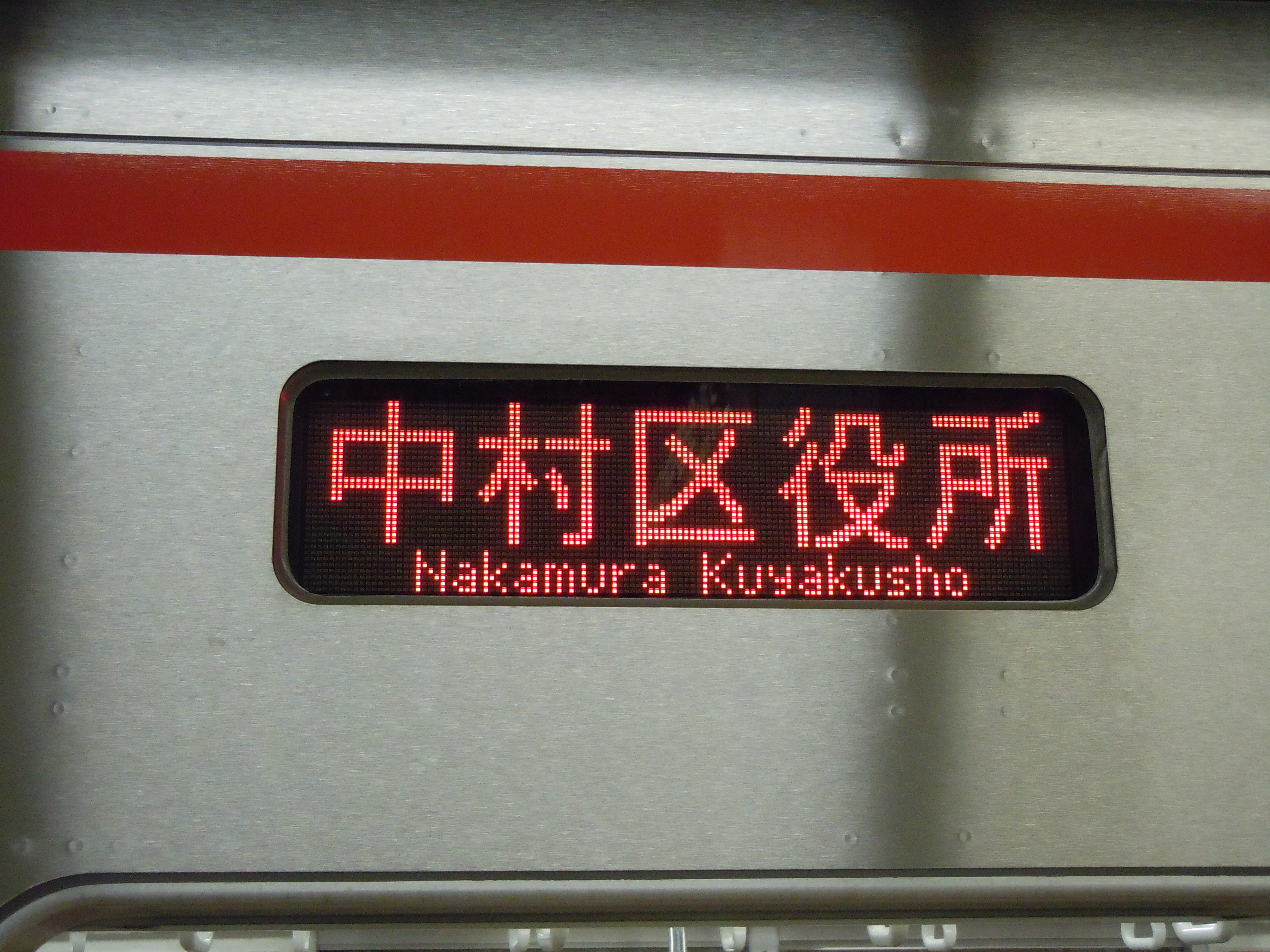
単色LED式行先表示器

正面は後退角を垂直方向に持たせたくの字傾斜としてシャープなイメージを演出し、ステンレス鋼製の車体は上飯田線7000形まで採用されていたビードプレス工法をやめ、桜通線で初めて日車式ブロック工法を採用した。
集電装置はシングルアーム式パンタグラフを各電動車に1基搭載する。
尾灯は前照灯の下、非常扉は運転台から見て左側にオフセット配置されている。行先表示器は桜通線で初めての単色LED式となっている。客室の窓ガラス上下には、桜通線のラインカラーである赤帯、桜通線で初めて客用ドア部分にも赤帯が配された。
冷房装置は集約分散式を各車の屋根上に2基搭載し、1基当たりの冷凍能力は24.42 kW (21,000 kcal/h) である。
最高速度は75 km/h（設計最高速度は120 km/h）、加速度は3.0 km/h/s、減速度は常用で3.5 km/h/s（非常で4.0 km/h/s）。これらは6000形と同じ。

### 車内
座席はオールロングシートであるが、構造は上飯田線7000形で採用された片持式を踏襲する。形状はJR東日本E233系や名鉄4000系と類似のものに変更され、座席端部の仕切りが大型化され、客用ドア間が50 mm拡大されたことにより、その座席幅も拡大されるなど、車内設備が東山線N1000形と異なる部分も多く見られる。
桜通線で初めて客用ドア上部に千鳥配置で車内案内表示器は1両あたり4台設置されており、6151編成は東山線N1000形N1104編成までと同じく32 × 256の2段表示による横長LED式だったが、6152編成以降は名古屋市営地下鉄で初めての17インチワイドのLCD式（通称「ハッチービジョン」）となっている。また、桜通線で初めてドア開閉方向を示す表示器が設置され、6151編成は全客用ドア上部の左右2か所だったが、6152編成以降は千鳥配置による客用ドア上部の左右2か所となっている。さらに、桜通線で初めてドアチャイム（音色は東山線N1000形と同一）が乗降口、名古屋市営地下鉄で初めてスタンションポールが7人掛け座席間に1本、ドア開閉動作開始ランプが全客用ドア上部の左右2か所に設置された。このほか、客用ドアの室内側は化粧板仕上げであり、客用ドア床面は識別を容易とするために黄色とされた。
車椅子スペースは6000形6114編成以降の両先頭車への設置から1両に1か所への設置へと拡大されている。

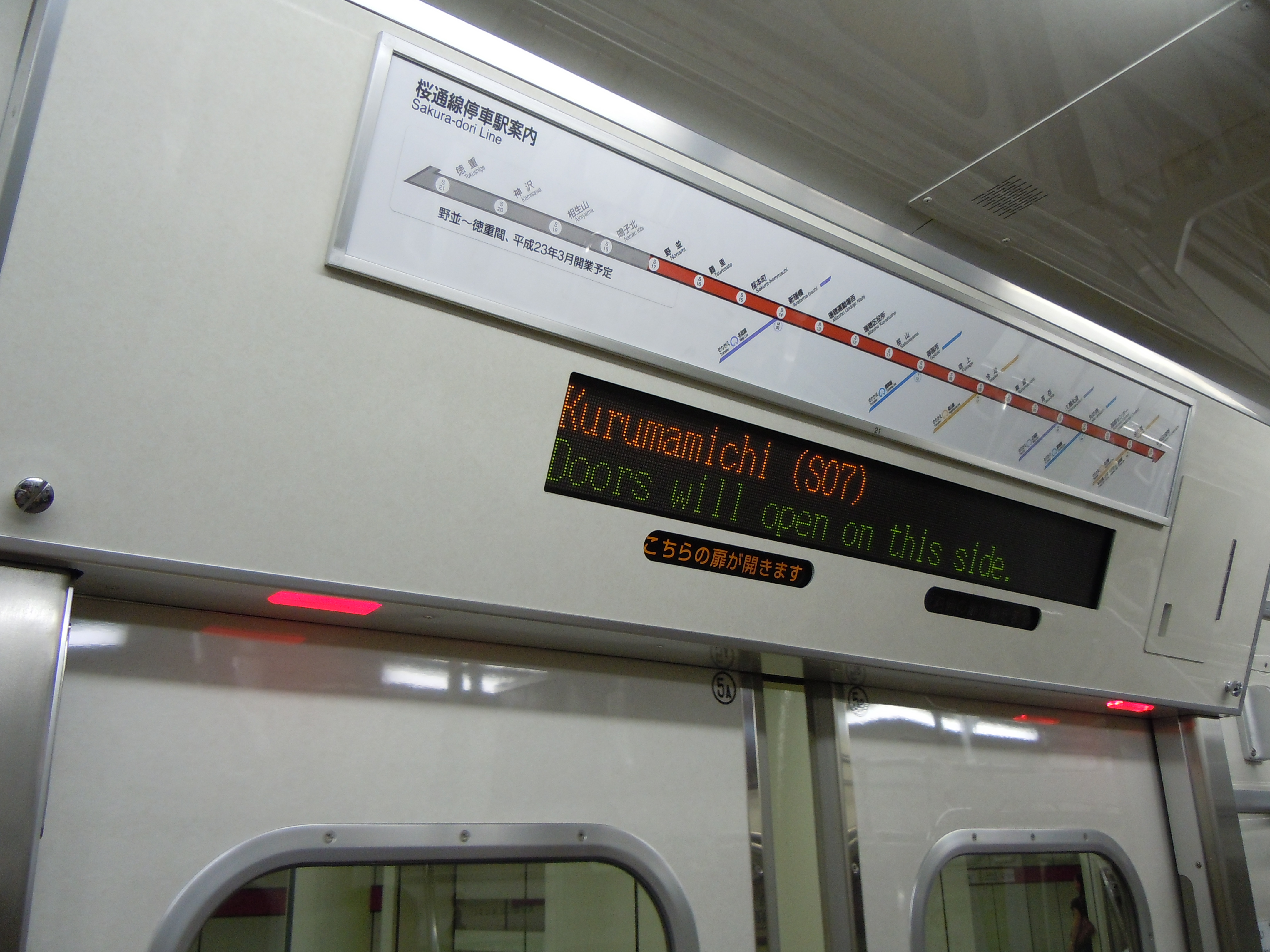
ドア開閉動作開始ランプと6151編成のみに設置されているLED式車内案内表示器
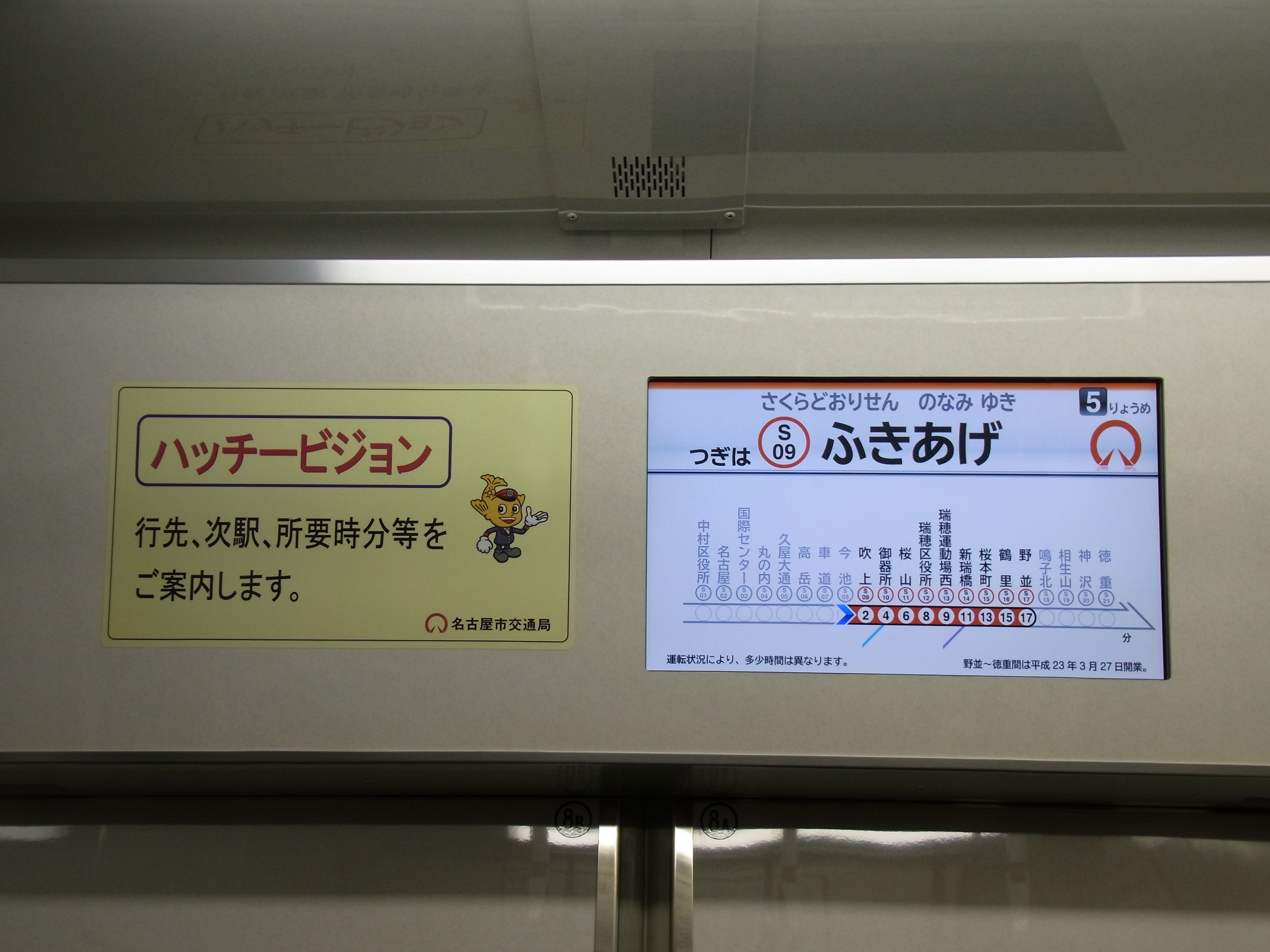
6152編成以降に設置されているLCD式車内案内表示器

### 走行機器など
主回路システムは名古屋市営地下鉄初となる東洋製のVVVFインバータ制御である。制御素子は6000形のGTOサイリスタからIGBTに代わり、回生ブレーキおよび全電気ブレーキ機能を有する。また、PGセンサレスベクトル制御を採用したため、空転や滑走時などでも安定したトルクを得ることが可能である。インバータ装置1基につき4個のかご形三相誘導電動機を駆動する1C4M方式を1ユニットとして、電動車各車両に搭載されている。かご形三相誘導電動機の定格出力は170 kWである。歯車比は6.19で6000形とは異なる。
ブレーキシステムは車内信号式ATCに連動し、遅れ込め制御機能を有する回生ブレーキ併用電気指令式空気ブレーキを採用している。
空調機器などに電源を供給する補助電源装置は、IGBT素子による静止形インバータ (SIV) を両先頭車に各1基搭載している。
台車は住友金属工業製のボルスタレス空気ばね台車（電動車 SS176M形、制御車 SS176T形）で、乗り心地改善を図る目的で軸箱に密閉式円筒ころ軸受を用い、軸箱支持はモノリンク式である。駆動装置は従来の名古屋市営地下鉄の車両と同様にギヤカップリング式平行可撓駆動方式を採用している。
空気ブレーキや空気ばねに圧縮空気を供給する空気圧縮機は6000形と同様にレシプロ式であり、6250形と6750形に各1基搭載する。
運転台は6000形に倣って右側にオフセット配置されている。
桜通線で初めて制御車が編成両端に配置された。

## 編成
|             | ← 徳重太閤通 → | ← 徳重太閤通 → | ← 徳重太閤通 → | ← 徳重太閤通 → | ← 徳重太閤通 → | 製造年次 |
| 形式        | 6150           | 6250           | 6350           | 6750           | 6850           | 製造年次 |
| 区分        | Tc1            | M1             | M2             | M3             | Tc2            | 製造年次 |
| 車両番号    | 6151           | 6251           | 6351           | 6751           | 6851           | 1次車    |
| 車両番号    | 6152           | 6252           | 6352           | 6752           | 6852           | 2次車    |
| 車両番号    | 6153           | 6253           | 6353           | 6753           | 6853           | 2次車    |
| 車両番号    | 6154           | 6254           | 6354           | 6754           | 6854           | 2次車    |
| 重量        | 31.3 t         | 36.1 t         | 35.2 t         | 36.1 t         | 31.6 t         |          |
| 定員 (座席) | 136 (45)       | 147 (51)       | 147 (51)       | 147 (51)       | 136 (45)       |          |

## 導入過程
2010年2月8日に6151編成が日本車輌製造豊川製作所から名古屋鉄道大江駅に甲種輸送され、26日に鶴舞線内で試運転を実施し、7月5日から桜通線で営業運転を開始した。なお、名古屋市交通局は18日まで6050形の運用ダイヤを同局ホームページで公表していた。

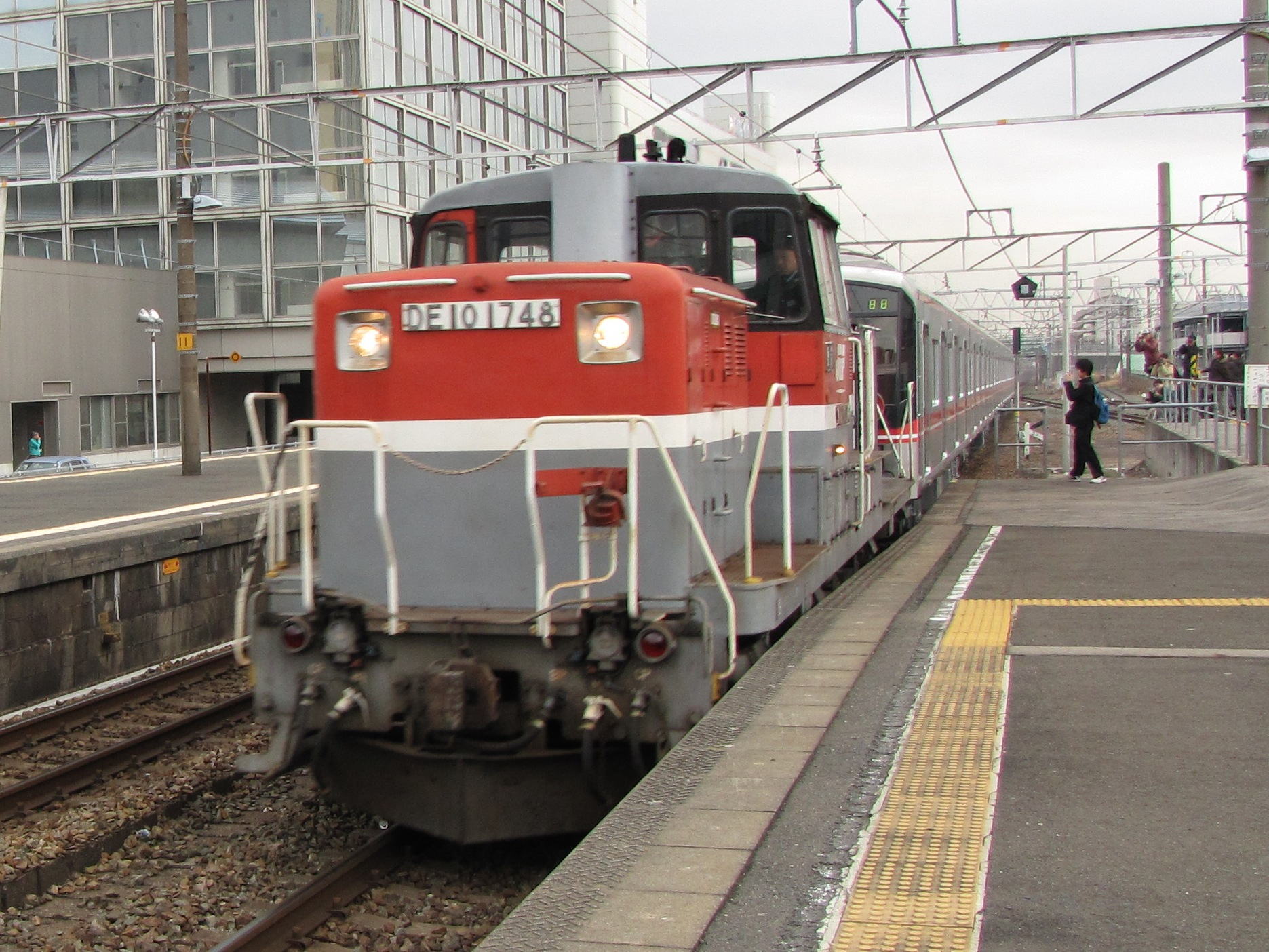
甲種輸送の様子 （2010年2月8日 東海道本線刈谷駅）
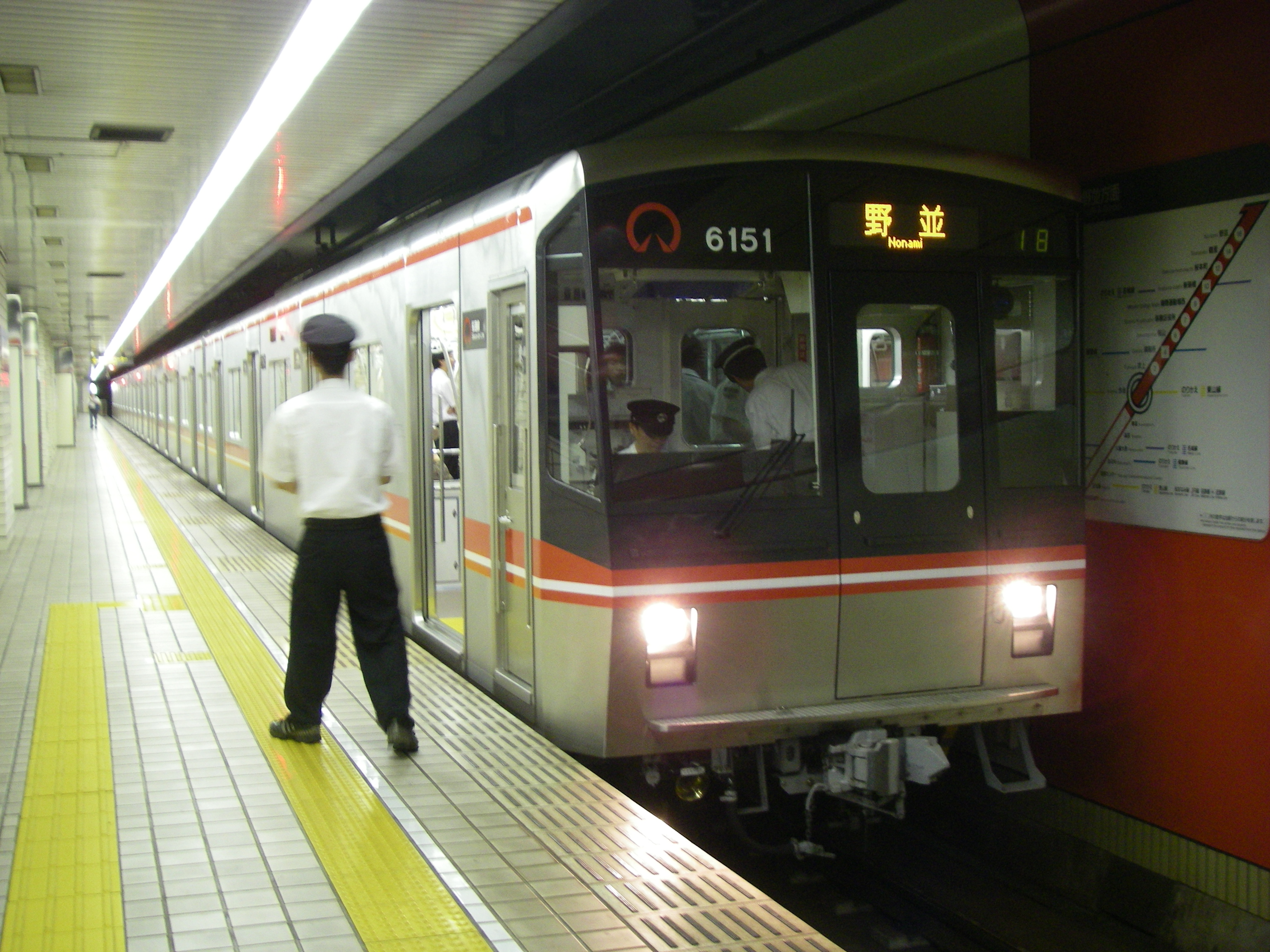
営業運転を開始した6050形（2010年7月5日 今池駅）

## 改造

### LCD式車内案内表示器の多言語化
2020年6月には6152編成 - 6154編成にLCD式車内案内表示器の多言語化が実施され、既存の日本語(漢字・ひらがな)、英語に加え、中国語(簡体・繁体)、韓国語への対応が行われた。

### 前照灯のLED化
2021年から2022年にかけて全編成に前照灯のLED化が行われた。